# 버블패밀리
《버블 패밀리》(Family in the Bubble, 2017))는 마민지 감독이 제작한 다큐멘터리 영화이다. 

## 줄거리
1980년대, 소규모 건설업, 소위 '집 장사'를 하던 부모님은 도시 개발의 붐을 타고 '중산층' 대열에 합류했다. 하지만 IMF 외환위기 이후 모든 것이 거품처럼 사라졌다. 노심초사하는 나와 달리 부모님은 기약 없어 보이는 부동산 투자에만 관심을 보인다. 카메라를 든 나는 가족의 부동산에 대한 열망 뒤에서 과거의 상처와 개발 시대의 탐욕을 마주하게 된다.

## 수상 내역
- 제14회 EBS 국제다큐영화제 대상